# Fort Saint-Charles
Pour les articles homonymes, voir Saint-Charles.
 (novembre 2023).
Si vous disposez d'ouvrages ou d'articles de référence ou si vous connaissez des sites web de qualité traitant du thème abordé ici, merci de compléter l'article en donnant les références utiles à sa vérifiabilité et en les liant à la section « Notes et références ».

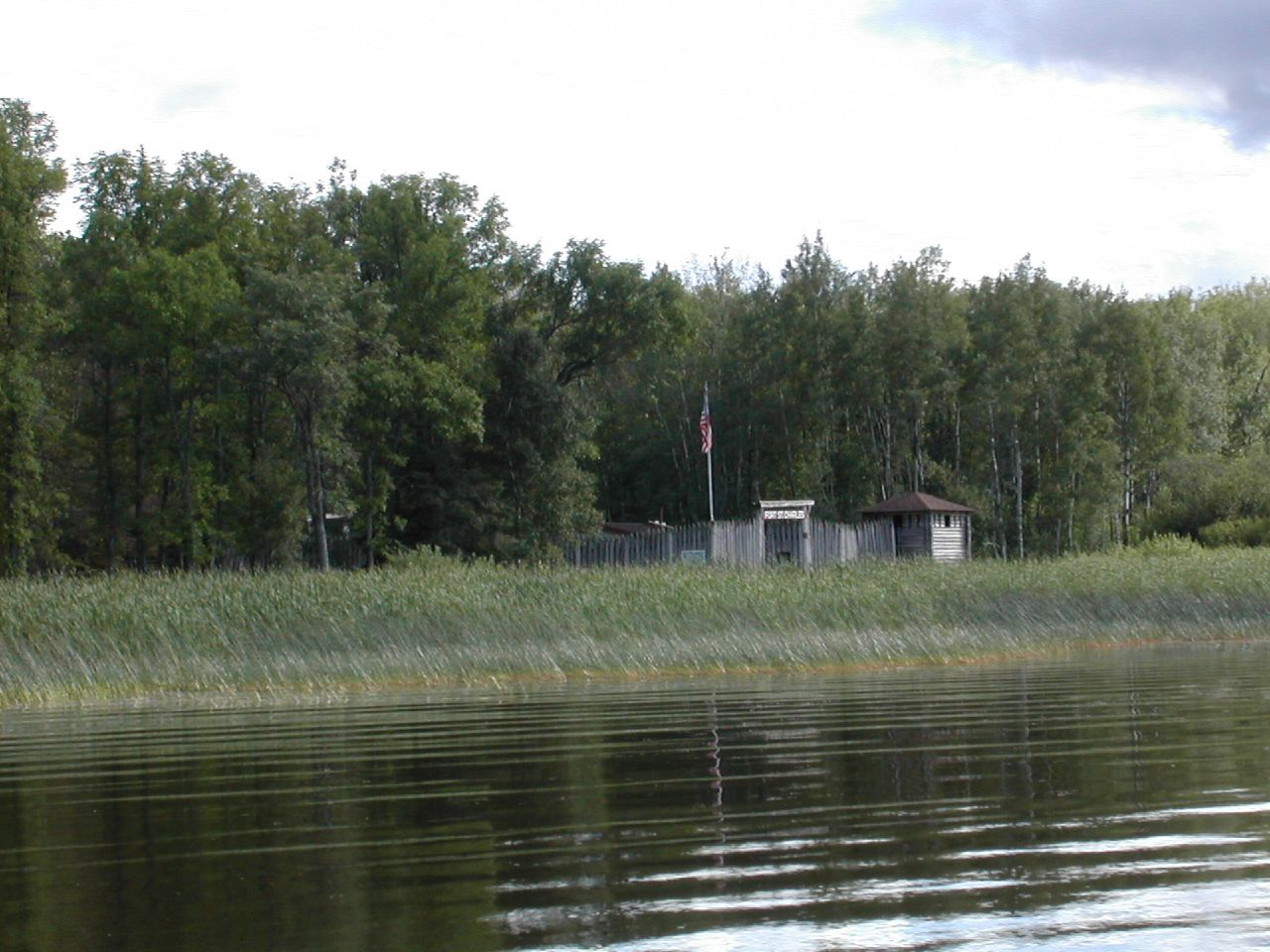
Reconstitution du fort Saint-Charles.

Le fort Saint-Charles fut un fort français construit au XVIIIe siècle en Nouvelle-France. 

## Historique
Le fort Saint-Charles fut édifié par Pierre Gaultier de Varennes et de La Vérendrye avec le concours de son fils aîné Jean-Baptiste Gaultier de La Vérendrye et son neveu, Christophe Dufrost de La Jemerais, en 1732 à l'ouest du fort Kaministiquia et du fort Saint-Pierre.
Il fut construit au bord du Lac des Bois, à la limite des frontières actuelles du Manitoba au Canada et du Minnesota aux États-Unis, non loin de l'actuel Angle Township (Minnesota).
La Vérendrye eut pour allié, le chef cri, La Colle, qui permit aux Français et aux Canadiens de poursuivre leur exploration de l'Ouest sans être inquiété, au début, par la Nation des Sioux qui vivait dans les vastes territoires des Prairies canadiennes.
Le fort Saint-Charles fut un important centre de traite pour la fourrure et le fort prit une importance prépondérante sur le fort Saint-Pierre.
Le missionnaire jésuite Jean-Pierre Aulneau, qui était l'aumônier du fort Saint-Charles tenta d'évangéliser les Amérindiens. Lors d'une expédition vers le fort Kaministiquia, il fut capturé avec Jean Baptiste de La Vérendrye et une petite troupe de compagnons par les Sioux en 1736. Ils furent tous massacrés sur une petite île à quelques kilomètres seulement du fort Saint-Charles. Lorsque leurs corps furent découverts, ils furent ramenés au fort et enterré sous une pierre tombale servant d'autel.
En 1950, une réplique du fort Saint-Charles fut construit dans l'Angle nord-ouest du Minnesota sur les rives du Lac des Bois dans le Minnesota.